# سيدني أبراهامز
سيدني أبراهامز (3 أغسطس 1915 - 27 يوليو 1983 بكينغستون في جامايكا) (بالإنجليزية: Sidney Abrahams)‏ هو لاعب كريكت جامايكي.

## وصلات خارجية
- سيدني أبراهامز على موقع إي آس بي آن كريك إنفو (الإنجليزية)